# Walhstod
Walhstod ou Wealhstod est un prélat anglo-saxon mort entre 731 et 736. Il est le quatrième évêque de Hereford.

## Biographie
Walhstod succède à Torhthere comme évêque du peuple des Magonsæte, dans la région de Hereford. La dernière mention de son prédécesseur dans les sources date de 727, mais il est nécessairement évêque en 731, date à laquelle Bède le Vénérable le décrit dans son Histoire ecclésiastique du peuple anglais comme « l'évêque de ce peuple qui habite à l'ouest, au-delà de la rivière Severn ». Walhstod disparaît à une date inconnue après cela, mais nécessairement avant 736, année de l'avènement de son successeur Cuthbert.
Entre 736 et 740, ce même Cuthbert compose un poème pour commémorer l'édification d'un tombeau abritant les corps de six individus : le roi des Magonsæte Mildfrith, son épouse Cwenburh, un certain Oshelm fils d'Osfrith inconnu par ailleurs, et ses trois prédécesseurs sur le siège épiscopal de Hereford, Walhstod, Torhthere et Tyrhtil.